# ソウル・アリンスキー

1963年

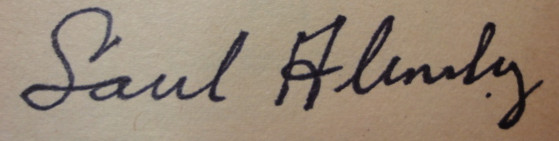
サイン

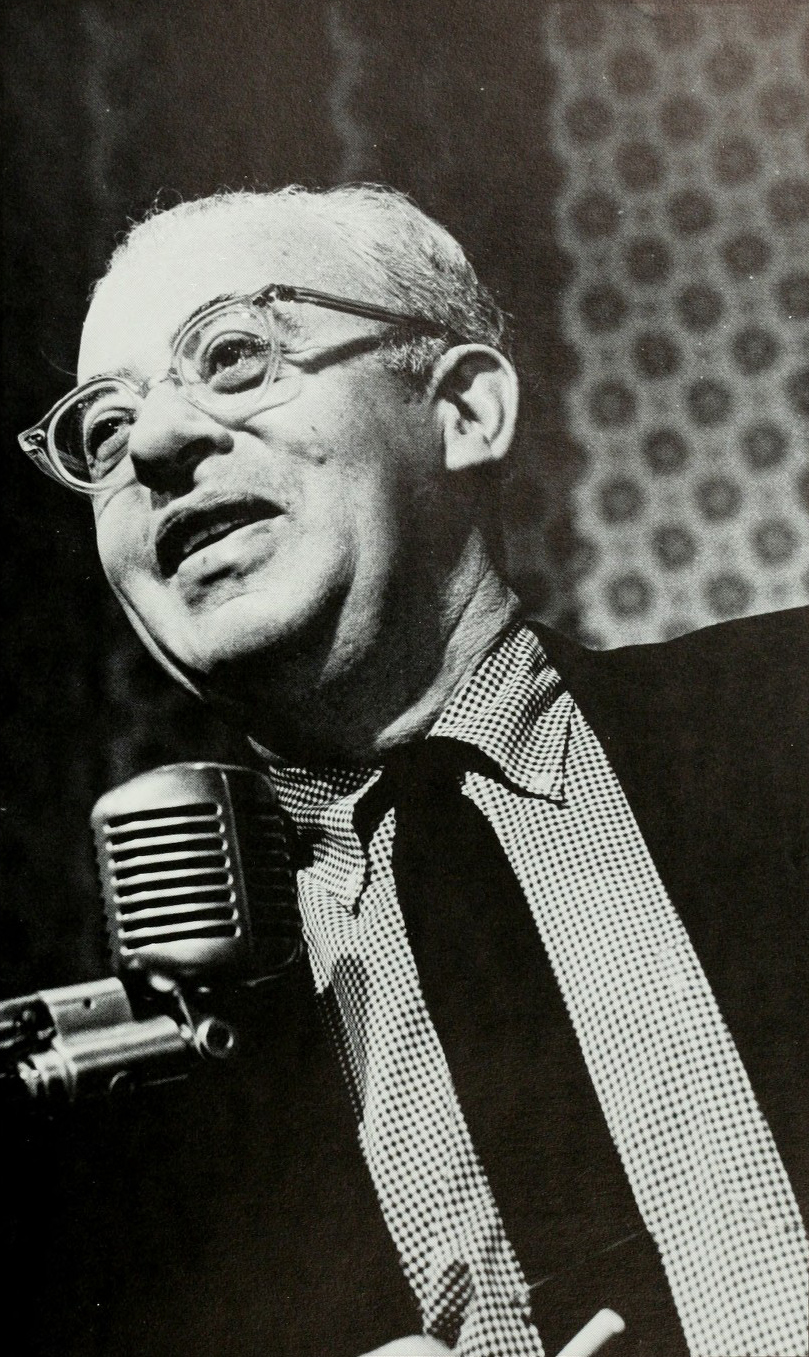
1969年

ソウル・デイヴィッド・アリンスキー(Saul David Alinsky、1909年1月30日 - 1972年6月12日)は、アメリカ合衆国のコミュニティ・オーガナイザー及び作家。
近代における住民組織化という社会運動の手法の創設者であり、1960年代に盛んになった草の根運動（グラスルーツ運動）の基礎を作った人物。ラルフ・ネーダー、シーザー・チャベス、ジェシー・ジャクソンなどと並び、アメリカの大衆運動における重要人物の一人であるとされる。
アリンスキーの住民組織化（コミュニティ・オーガナイジング）の手法は、大学生や、若い活動家に引き継がれ、大学構内での組織化戦略の一部になった。タイム誌は、「アメリカの民主主義は、アリンスキーのアイディアによって変化した」と書いた。保守的論者のウィリアム・バックリーは「彼は組織論の天才に近かった」と書いた。プレイボーイ誌は、彼をトマス・ペインになぞらえて「アメリカの非社会主義左翼の中でもっとも重要な指導者の一人」だとしている。

## 生涯

### 幼年期及び家族
アリンスキーは、1909年に、イリノイ州シカゴで、ロシア系ユダヤ人の両親Benjamin Alinskyと、彼の二番目の妻Sarah Tannenbaum Alinskyの間に生まれた。アリンスキーは、彼の両親は「新社会主義運動」にはまったく関係を持っていなかったとインタビューで述べている。「いわゆる正統的で厳しい性格で、仕事と、ユダヤ教会活動ばかりしている両親だった…。子供時代はいつも、勉強することがいかに大事かと言い聞かせられて育ったよ」
このように、ユダヤ風の厳しい育てられ方をしたため、アリンスキーは、シカゴ時代には、反ユダヤ主義の考えに出会ったことがあるか、と尋ねられて、次のように答えている。「（ユダヤ主義は）あまりに蔓延していたので、それについて特に考えるまでもなかったんだ。それは人生の現実だとしてただ受け入れていたのだ」彼は12歳の時まで、自らを敬虔なユダヤ教徒だと考えていたが、その頃になると、両親によってユダヤ人の聖職者になれと強制されるのではないかと恐れはじめた。「私は激しい禁断症状を乗り越えて、悪習を絶った。だが、もしも宗教的アイデンティティについて聞かれるならば、私はいつでも、『自分はユダヤ人だ』と答えるだろう」

### 教育
アリンスキーは、シカゴ大学において、考古学を専攻した。その後、考古学の教授になることを計画していたが、世界恐慌のために断念した。

### 初期の仕事
アリンスキーは2年間大学院に通ったのち、イリノイ州において犯罪学者としての職を得て大学を退学した。その後、工業労働者の組合の連合であるCongress of Industrial Organizations(C.I.O)においてオーガナイザーとして働いた。数年後の1939年には、彼は徐々に労働問題においてのみならず、一般的な住民組織化において活発に運動するようになった。

## コミュニティ組織そして政治
1930年代に、アリンスキーはシカゴ地区にて、Back of the Yardsを組織し、続いて Woodlawn地区にてIndustrial Areas Foundationを組織した。これらの組織で、国中にコミュニティを組織するためのコミュニティ・オーガナイザーを訓練した。彼は、シカゴの貧困地区にて活動を開始したが、その後は全国に活動の範囲を広げた。
1971年の著書『過激派のルール：現実的な過激派のための、実用的な手引書』(Rules for Radicals)の中で、彼は大衆を組織するに際しての考え方などをのべ、60年代の活動家たちに対して呼びかけた。第一章のはじめの段落でアリンスキーは以下のように書いている。

この本は、この世界を『今こうである』という状態から、『こうであるべき』という状態に変えたいと願う者に向けて書かれたものである。マキャベリの『君主論』は、既に「持つ者」のために、彼らがいかにその権力を保つかについて書かれている。だが『過激派のルール』は、「持たざる者」のために、いかに彼らが「持つ者」の権力を奪うかについて書かれている。

アリンスキーはいかなる政治的団体にも所属しなかった。共産党に参加しないのかと問われて彼はこう答えている。
「いついかなる時もそれはない。私はいかなる政治団体にも属したことはない。私自身が組織して団体にすら、属したことはない。私は独立した存在であることに誇りを持ちすぎている。また、哲学的には、私はどんな固定的な特定の主義やイデオロギーも自分の者として受け入れたことはない。それがキリスト教主義であろうと、マルクス主義であろうと。人生において大事なことはLearned Hand裁判官が書いたように、『自分を内部から常に苦しめる自分は本当に正しいのか？という絶え間ない疑い』である。もしも、人が、絶対的な真理に至る方法を知ったと信じ込んでしまったとするならば、その瞬間人は空虚な狂信者になり、ユーモアを失い、そして、そこで思考停止してしまう。歴史において最も大きな罪は、常にこのような宗教的、政治的、人種的な狂信者によって行われてきた。異端審問、大粛清、そしてナチスによる大虐殺まで、全てそうだ。」

### 影響
バラク・オバマは、シカゴにてコミュニティ・オーガナイザーとして、住民組織化の活動をしていた。ヒラリー・ロダム・クリントンはウェルズリー大学において、アリンスキーの戦略について卒業論文を執筆した。。また、影響は左派にとどまらない。米国保守派の政治運動ティーパーティー運動は、そのコミュニティ組織論において、アリンスキーの住民組織化の方法論を参考にしていると言われる。

## 著作
- Reveille for Radicals (1946). 2nd edition 1969, Vintage Books paperback: ISBN 0-679-72112-6
  - 『市民運動の組織論』の表題で長沼秀世訳により未来社から1972年に邦訳あり。
- John L. Lewis: An Unauthorized Biography (1949) ISBN 0-394-70882-2
- Rules for Radicals: A Pragmatic Primer for Realistic Radicals (1971) Random House, ISBN 0-394-44341-1, Vintage books paperback: ISBN 0-679-72113-4